# Viktor Sadovnichiy
Viktor Antonovich Sadovnichiy (em russo:  Виктор Антонович Садовничий; Krasnopavlovka, Oblast de Kharkiv, 3 de abril de 1939) é um matemático russo.
Em 1989 recebeu o Prêmio Estatal da União Soviética. É desde 1992 reitor da Universidade Estatal de Moscou.

## Prêmios e condecorações
- Ordem por Mérito à Pátria
- Medalha em Comemoração aos 850 Anos de Moscou
- Comandante da Legião de Honra (França)
- Ordem do Sol Nascente, 2ª classe (Japão, 2008) - por sua contribuição à cooperação científica e técnica e profunda compreensão entre os dois países
- Membro honorário da Academia de Artes da Rússia